# U-32号潜艇 (1937年)
U-32号（德語：U 32）是纳粹德国战争海军建造的十艘VII-A型近岸潜艇（或称U艇）之一。它由不来梅的威悉船厂承建，于1937年2月25日下水，至同年4月15日交付使用。第二次世界大战期间，该艇曾执行过九次巡逻作战，共击沉20艘、击伤5艘同盟国或中立国舰船，累积总吨位达157,110吨。1940年10月30日，U-32号在爱尔兰西北部的北大西洋遭英国驱逐舰收割者号和高地人号投掷的深水炸弹击沉，造成9人阵亡，33人幸存。

## 设计
VII级潜艇是基于德国早期的潜艇发展而来，其设计可追溯到第一次世界大战的UB-III型，特别是被取消的UG级方案，再结合造舰工程局为芬兰设计的水妖级加以改进。VII级是单壳体结构，压载水舱以马鞍形安装在艇体上半部的两边舷侧是其最大的特征。由于编入舰队后的使用成绩较好，一边不断进行改进一边持续批量生产，结果成为了纳粹德国潜艇舰队的主力。
U-32号是VII级的第一个衍生型号VII-A型之一。其全长64.51米、舷宽5.85米、高9.5米，并有4.37米的吃水深度，水上和水下排水量分别为626吨和745吨。VIIA型艇采用两台猛狮生产的M6V 40/46型六缸四冲程1,155匹公制馬力（850千瓦特）柴油机用于水面运行，以及两台布朗-博韦里提供的GG UB 720/8型375匹公制馬力（280千瓦特）双作用电动发电机用于水下航行；水面最高航速17節（31每小時），水下8節（15每小時）；能够在水面以10節（19每小時）航速续航6,200海里（11,500），或以4節（7.4每小時）连续在水下航行94海里（174）而无需充电。尽管起居舱室非常狭窄，但由于其快捷的紧急下潜速度，VIIA型艇普遍受到船员们的欢迎，并被视为比更大、更迟钝的艇型更能保护他们免受敌人的攻击。
武器装备方面，U-32号较前型II级潜艇的装备更重，有四具艇艏内置和一具艇艉外置鱼雷发射管，可携带11枚G7型鱼雷或最多22枚TMA型水雷（TMB型则为33枚）。此外，该艇还搭载有一门配备220发弹药的88毫米35式速射炮以及一门配备1,195发弹药20毫米30式高射炮作为甲板炮。其标准船员编制为4名军官及40－44名水兵。

## 历史
1935年4月1日，海军造舰局不惜违反《凡尔赛条约》，正式将六艘VII-A型潜艇（U-27至U-32号）的建造合同发包予不来梅的威悉船厂。其中U-32号于1936年3月15日开始铺设龙骨，建造序列为913。经过近一年的建造，它于1937年2月25日下水，至同年4月15日在前U-21号艇长、海军上尉维尔纳·洛特的指挥下交付使用。地区行政长官鲁道夫·克里勒作为吕本和吕本县的代表也出席了投运仪式，后者是U-32号的主保城市。完成海试后，该艇加入驻威廉港的“扎尔茨韦德尔”潜艇区舰队，先后担任前线艇和作战艇至1939年12月31日。西班牙内战期间，它也曾于1939年2月4月至4月期间被部署至西班牙的费罗尔沿岸执行海上观察任务。当U艇编制于1940年1月1日重组时，U-32号又继续在驻威廉港的第2潜艇区舰队担任前线艇，直到10月30日遭击沉。
第二次世界大战期间，U-32号完成了九次巡逻和一次狼群作战，共计击沉20艘、击伤5艘同盟国或中立国舰船，累积总吨位达157,110吨。

### 作战巡逻

#### 威廉港役期
1939年8月21日，U-32号在海军上尉保罗·比歇尔的指挥下离开威廉港。该艇与U-31号和U-33号一同穿过威廉皇帝运河及诺伊施塔特前往梅默尔，为即将爆发的战争作准备。8月26日抵达后，U-32号于翌日从梅默尔出发，观察波罗的海和但泽湾的航运状况。六天后，该艇回到基尔。在此次巡逻中，U-32号没有袭击任何舰船。
U-32号的第二次巡逻于9月5日17:00从基尔启程，前往北海和英吉利海峡游弋。17日凌晨，该艇曾在不列颠岛西南部的布里斯托尔湾、即编号为AM-9865的海军网格内成功布设了十二枚水雷，共导致2艘英国货轮失事：首先是容积总吨为8,063吨的马尔瓦里号（Marwarri），它于10月5日在距斯卡尔韦瑟灯船西南约3.5海里（6.5）处触雷，至曼布尔斯湾搁浅，同月被捞起并拖到斯旺西。一天后，9,462总吨的戈伊尔湾号（Lochgoil）也在大致相同的地方触雷，至曼布尔斯湾搁浅，于11月才被捞起并送往斯旺西维修。完成布雷后，U-32号于9月18日12:38又在兰兹角以西约120海里（220）处连开13枪拦截无护航的英国货船肯辛顿宫号（Kensington Court，4,863总吨），并于14:00完成致命一击将其击沉。9月28日，无护航且中立的挪威货船耶恩号（Jern，875总吨）在斯屈德内斯西南约70海里（130）处遭比歇尔拦截，船员们被要求在15分钟内登上救生艇。至15:37，潜艇的一支登船小队在耶伦斯礁以西约85海里（157）处装药凿沉了该船。经过二十五天的航行，U-32号于9月30日返抵威廉港。此次任务完成后，它于10月3日至12月2日期间进入造船厂接受检修。
比歇尔率领U-32号于12月28日22:00分离开威廉港执行第三次巡逻，前往北大西洋游弋。1940年1月7日凌晨，该艇在艾尔萨岩附近、即编号为AM-6518的海军网格内布设了八枚水雷，但未能造成任何船舶损毁。经过为期二十五天、全程3,675.5海里（6,807.0）的航行后，U-32号于1月22日经停黑尔戈兰岛返回威廉港，期间仅击沉1艘注册吨位为959吨的货船。受害者是挪威的卢娜号（Luna），它于1939年12月31日19:47被比歇尔发射的一枚鱼雷击中船艉，继而缓缓沉没。德国人报告称，他们在黑暗中无法辨认出该船的国籍标识。
王牌艇长、海军中尉汉斯·耶尼施于1940年2月12日接过U-32号的指挥权。两周后，他率艇从威廉港出发执行第四次巡逻，前往北大西洋和英吉利海峡游弋，并于3月2日07:15在柯克沃尔以西约80海里（150）处以火炮截停了中立国瑞典的货船拉加霍尔姆号（Lagaholm，2,818总吨）。船艏被击中后，瑞典船员分乘两艘救生艇弃船，德国人对他们进行了盘问，并指示他们前往最近岸边的路线。至08:10，该船在遭到40发甲板炮命中后起火，继而在59°42′N 05°35′W / 59.700°N 5.583°W处沉没。3月10日凌晨，U-32号又在利物浦湾的皇后水道、即编号为AM-6986的海军网格内布设了十二枚水雷，但同样未能对任何船舶造成伤害。经过二十六天和约3,850海里（7,130）的航行后，耶尼施于3月23日返抵威廉港。
为了支援入侵挪威的“威悉演习行动”，U-32号的第五次巡逻于4月27日11:00从威廉港启程，前往挪威对开的北海游弋。期间它还为德国空军运送弹药和燃油物资到特隆赫姆，于5月5日抵达，至三天后离开。返程则于5月14日经黑尔戈兰岛抵达威廉港。在这次为期十八天、长度约2,180海里（4,040）的运输行动中，没有船舶被击沉或击伤。
6月3日13:25，耶尼施率U-32离开威廉港，前往北大西洋、英吉利海峡和比斯开湾执行第六次巡逻。从6月12日至17日，该艇曾在爱尔兰南部参与“普里恩狼群”作战，目标是攻击从哈利法克斯前往利物浦途中的HX-47号护航船队，但一无所获。直到6月18日，U-32号才在爱尔兰以南发现无武装且无护航的挪威货船牵牛星号（Altair，1,522总吨）。继17:22发射的一枚鱼雷未命中后，耶尼施于17:50试图越过船艏施射拦截。货船没有停下来，然后遭到U-32号的炮击，直到船员开始分乘两艘救生艇弃船。19:02，该船舯部受到致命一击，严重侧倾，但通过搭载的木材仍漂浮在水面，延至6月20日才由英国皇家海军舰艇凿沉。19:12，耶尼施又发现了两艘西班牙拖网渔船萨尔沃拉号（Sálvora，108总吨）和新昂斯号（Nuevo Ons，108总吨），并将其击沉，因为它们在允许捕鱼的区域之外。一天后，无护航的南斯拉夫籍货轮拉布德号（Labud，5,334总吨）于18:47在爱尔兰的法斯耐特西南被U-32号用火炮拦截，船员弃船后至19:16遭鱼雷击中。然而该船仍可维持在水面上漂浮，遂继续被火炮击沉。6月22日03:36，耶尼施在克利尔岛西南约100海里（190）处发射鱼雷击中了HX-49号护航船队中速度最慢的成员之一、重达9,026总吨的挪威油轮埃利·克努德森号（Eli Knudsen）。后者最初仍可漂浮，翌日英方试图将其拖至港口，但它于6月24日在拖曳行进的过程中在50°36′N 07°51′W / 50.600°N 7.850°W处沉没。经过为期二十八天、约4,470海里（8,280）的航行后，U-32号于7月1日经黑尔戈兰岛返回威廉港。

#### 洛里昂役期
为了能够从比斯开湾向大西洋出击，U-32号于8月15日离开威廉港执行第七次巡逻，派驻德占法国。该艇沿北大西洋、赫布里底群岛、北海海峡、爱尔兰岛和罗科尔沙洲南下。经过为期二十四天、总计4,150海里（7,690）的航行后，于9月8日抵达洛里昂的潜艇基地。途中耶尼施共击沉四艘船舶，首先是8月30日从02:20至02:48在愤怒角西北偏西约58海里（107）处袭击了HX-66A号护航船队，造成三艘商船沉没。其中4,318总吨的英国货船磨坊山号被一枚鱼雷击中船艉，几分钟后就严重倾侧沉没；4,804总吨的英国货船切尔西号（Chelsea）被一枚鱼雷击中船舯部，从船艏下沉，但仍维持漂浮好一阵子才沉没；而挪威货船诺尔内号（Norne，3,971总吨）则是轮机舱前方的左舷舯部被击中，在锅炉爆炸后一分钟内沉没。9月1日18:00，U-32号又在罗科尔东北约40海里（74）处袭击了MP号护航船队（英、法攻击达喀尔的“威吓行动”的一份子），并报告其最后一枚鱼雷命中运兵船斯基提亚号，但事实上，被击伤的是达喀尔特遣舰队的护航轻巡洋舰斐济号。鱼雷击中了它的前锅炉舱，大部分爆炸力沿前部烟囱逸出，但锅炉舱和相邻舱室被水淹没，导致舰身向左舷倾侧。斐济号设法自行驶回克莱德湾，于9月3日傍晚抵达格里诺克。
9月18日，U-32号开启了从洛里昂出发的首次巡逻，也是它的第八次巡逻，前往北大西洋、北海海峡和罗科尔沙洲游弋，至10月6日返回洛里昂。在这次为期十八天、全长约3,117海里（5,773）的航行中，耶尼施取得了入役以来最为丰硕的战果，共击沉7艘、击伤2艘船舶，累计总吨位达50,531吨。首当其冲的是HX-72号护航船队的掉队者、注册吨位为7,886吨的英国货轮学院生号（Collegian），它于9月22日06:09在马林角以西约320海里（590）处被U-32号的一枚鱼雷击中。潜艇于07:40浮出水面，用甲板炮在6,500米的距离继续开火。德国人取得3发命中，但由于对方船艉4.7英寸（120）炮的精准还击，被迫中断进攻。学院生号得以返回贝尔法斯特。9月25日03:25，早前从OB-216号护航船队分离的英国货轮马布里顿号（Mabriton，6,694总吨）船艉被耶尼施发射的一枚鱼雷击中，断成两截，在罗科尔西南偏西方向沉没。一天后，U-32号又接连袭击了OB-217号护航船队得三艘掉队者：其中6,863总吨的英国货轮科连特斯号（Corrientes）于02:34在阿基尔角以西约600海里（1,100）处被一枚鱼雷击中轮机舱。尽管它在船员弃船后处于下沉状态，但仍然维持漂浮，直至9月28日才由另一艘潜艇U-37号完成致命一击。08:11，挪威货轮坦克雷德号（Tancred，6,094总吨）又在瓦伦西亚岛西北偏西约600海里处被一枚鱼雷击中左舷。鱼雷在2号舱口中间引爆，由于前舱进水，导致该船从艏部下沉。U-32号随即用甲板炮发炮48枚，命中多枚，然后在该船沉没前离开该地区，去追逐掉队的另一艘英国货船达科伊拉号（Darcoila，4,084总吨）。后者于13:17被一枚鱼雷击中左舷舯部，并在引爆锅炉后不到5分钟便从船艉沉没。9月28日16:09，从OB-218号护航船队分散的英国货轮帝国豹猫号（Empire Ocelot，5,759总吨）在罗科尔西南方向遭耶尼施以鱼雷和炮火击毁并沉没；而同一护航队内的巴萨号（Bassa，5,267总吨）也于9月29日凌晨被一枚鱼雷击中船艉并沉没。
9月30日15:02，此前因浓雾而从OB-219号护航船队中掉队的荷兰货船豪勒韦克号（Haulerwijk，3,278总吨）在爱尔兰岛以西约660海里（1,220）处遭到U-32号的鱼雷袭击，但鱼雷从船身下方经过却没有引爆。早在08:44，由于水兵操作失误，第一次攻击时的鱼雷发射失败，因此潜艇已经追击了七个小时。由于荷兰人自此受到了惊吓，改以“之字形”航行，耶尼施决定等到晚上，并于22:51下令用甲板炮和左舷的高射炮开火，直到目标停船。十二分钟后，当对方重新移动，潜艇再次用所有武器对其进行炮击逼停，预备进行第三次鱼雷攻击。由于弹药不足，德国人停止了炮击，不久又在附近发现了两艘救生艇。他们询问了会说德语的船长，告诉他去最近陆地的路线，并对袭击中受伤的幸存者提供协助。10月1日10:35，U-32号回到已废弃的豪勒韦克号身旁，用甲板炮向水线发射了四发精确瞄准的炮弹，使该船迅速从船艏垂直沉没。10月2日18:25，无护航的英国货船凯森号（Kayeson，4,606总吨）在爱尔兰以西被U-32号携带的最后一枚鱼雷击中。水下的潜艇距离目标太近，与对方船舵轻微相撞，导致艇艏向左弯曲。他们浮出水面，试图用甲板炮的最后两发子弹歼灭货船，但由于巨浪而无法命中。随后不久，凯森号从船艏处急剧沉没。

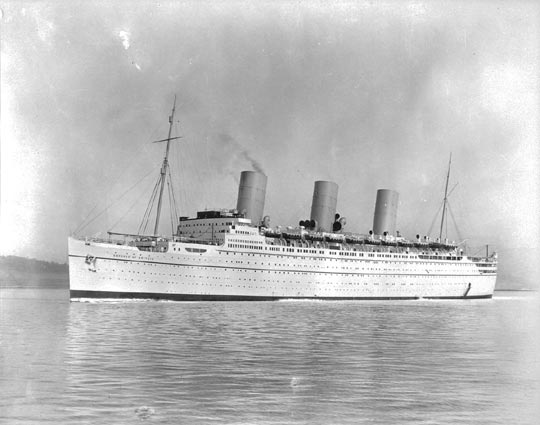
重达42,348吨的不列颠女皇号远洋班轮是二战中遭U艇击沉的最大型舰船

U-32号的第九次暨最后一次作战巡逻于10月24日从洛里昂启程，前往北大西洋、北海海峡和罗科尔沙洲游弋，从此再未归航。10月28日，该艇在跟踪护航船队将近24小时后，于布拉迪角西北部向此前已被德国轰炸机击伤的英国远洋班轮不列颠女皇号发射了三枚鱼雷，其中两枚命中，将其击沉。不列颠女皇号的注册吨位高达42,348吨，成为二战中遭U艇击沉的最大型舰船。两天后，耶尼施于雨雾天气下在爱尔兰西北部发现了独行的英国货船巴尔扎克号（Balzac），并从水下施袭。他发射了一枚鱼雷，在离船不远处爆炸。巴尔扎克号认为自己遭到了炮击，遂拉响警报并召唤了英国驱逐舰收割者号和高地人号。耶尼施对此并不知情，仍试图对货船发动另一次水下攻击。收割者号发现了U-32号的潜望镜，立即转向实施撞击。但耶尼施观察到驱逐舰，中断攻击并潜入深处。收割机号用潜艇探索器锁定U-32号，投下了六枚深水炸弹，但都离得很远。高地人号随后也投下十四枚深水炸弹。其中一些炸弹在U-32号附近引爆，摧毁了电动机，对艇艉的沉浮箱也造成损坏并切断了压缩空气管路。在对损毁情况进行了简短的检查后，耶尼施将所有人员派往艇艏舱室以减小潜艇的向上角度，继而浮出水面并开启柴油机以最大功率在雨天和黑暗中逃生。但收割机号和高地人号用探照灯发现了该艇，并用4.7英寸炮和机枪近距离开火。当耶尼施得知所有压缩空气管路都已损坏并且艇只无法潜水时，他下令弃艇自沉。U-32号最终在55°37′N 12°19′W / 55.617°N 12.317°W、即编号为AM-4374的海军网格处沉没。共有9名官兵在此过程中阵亡，其余33人——包括耶尼施都被收割机号救起并送往奥尔德姆的战俘营。

## 袭击历史摘要
| 日期           | 船名            | 船籍         | 吨位   | 结局         |
| -------------- | --------------- | ------------ | ------ | ------------ |
| 1939年9月18日  | 肯辛顿宫号      | 英国         | 4,863  | 击沉         |
| 1939年9月28日  | 耶恩号          | 挪威         | 875    | 击沉         |
| 1939年10月5日  | 马尔瓦里号      | 英国         | 8,063  | 击伤（触雷） |
| 1939年10月6日  | 戈伊尔湾号      | 英国         | 9,462  | 击伤（触雷） |
| 1939年12月31日 | 卢娜号          | 挪威         | 959    | 击沉         |
| 1940年3月2日   | 拉加霍尔姆号    | 瑞典         | 2,818  | 击沉         |
| 1940年6月18日  | 牵牛星号        | 挪威         | 1,522  | 击沉         |
| 1940年6月18日  | 新昂斯号        | 西班牙       | 108    | 击沉         |
| 1940年6月18日  | 萨尔沃拉号      | 西班牙       | 108    | 击沉         |
| 1940年6月19日  | 拉布德号        | 南斯拉夫     | 5,334  | 击沉         |
| 1940年6月22日  | 埃利·克努德森号 | 挪威         | 9,026  | 击沉         |
| 1940年8月30日  | 切尔西号        | 英国         | 4,804  | 击沉         |
| 1940年8月30日  | 磨坊山号        | 英国         | 4,318  | 击沉         |
| 1940年8月30日  | 诺尔内号        | 挪威         | 3,971  | 击沉         |
| 1940年9月1日   | 斐济号          | 英國皇家海軍 | 8,000  | 击伤         |
| 1940年9月22日  | 学院生号        | 英国         | 7,886  | 击伤         |
| 1940年9月25日  | 马布里顿号      | 英国         | 6,694  | 击沉         |
| 1940年9月26日  | 科连特斯号      | 英国         | 6,863  | 击伤         |
| 1940年9月26日  | 达科伊拉号      | 英国         | 4,084  | 击沉         |
| 1940年9月26日  | 坦克雷德号      | 挪威         | 6,094  | 击沉         |
| 1940年9月28日  | 帝国豹猫号      | 英国         | 5,759  | 击沉         |
| 1940年9月29日  | 巴萨号          | 英国         | 5,267  | 击沉         |
| 1940年9月30日  | 豪勒韦克号      | 荷蘭         | 3,278  | 击沉         |
| 1940年10月2日  | 凯森号          | 英国         | 4,606  | 击沉         |
| 1940年10月28日 | 不列颠女皇号    | 英国         | 42,348 | 击沉         |

## 脚注
1. ↑  日本海人社，第20頁.
2. 1 2  Gröner 1991，第40頁.
3. ↑  Helgason, Guemundur. . German U-boats of WWII - uboat.net.   [2024-02-02]. （原始内容存档于2023-12-02）.
4. ↑  Ebert，第430頁.
5. 1 2 3 4 5  . U-Boot-Archiv.   [2024-03-21]. （原始内容存档于2024-03-21）.
6. 1 2  Helgason, Guðmundur. . German U-boats of WWII - uboat.net.   [2024-03-21]. （原始内容存档于2023-06-10）.
7. 1 2  Helgason, Guðmundur. . German U-boats of WWII - uboat.net.   [2024-03-19]. （原始内容存档于2023-01-28）.
8. ↑  Helgason, Guðmundur. . German U-boats of WWII - uboat.net.   [2024-03-21]. （原始内容存档于2010-04-21）.
9. ↑  Helgason, Guðmundur. . German U-boats of WWII - uboat.net.   [2024-03-21]. （原始内容存档于2010-04-21）.
10. ↑  Helgason, Guðmundur. . German U-boats of WWII - uboat.net.   [2024-03-21]. （原始内容存档于2020-09-18）.
11. ↑  Helgason, Guðmundur. . German U-boats of WWII - uboat.net.   [2024-03-21]. （原始内容存档于2020-09-26）.
12. ↑  Helgason, Guðmundur. . German U-boats of WWII - uboat.net.   [2024-03-21]. （原始内容存档于2020-08-15）.
13. ↑  Helgason, Guðmundur. . German U-boats of WWII - uboat.net.   [2024-03-21]. （原始内容存档于2020-08-12）.
14. ↑  Helgason, Guðmundur. . German U-boats of WWII - uboat.net.   [2024-03-21]. （原始内容存档于2010-04-21）.
15. ↑  Helgason, Guðmundur. . German U-boats of WWII - uboat.net.   [2024-03-21]. （原始内容存档于2022-01-25）.
16. ↑  Rohwer & Hümmelchen，第51頁.
17. ↑  Helgason, Guðmundur. . German U-boats of WWII - uboat.net.   [2024-03-21]. （原始内容存档于2020-08-14）.
18. ↑  Helgason, Guðmundur. . German U-boats of WWII - uboat.net.   [2024-03-21]. （原始内容存档于2010-04-21）.
19. ↑  Helgason, Guðmundur. . German U-boats of WWII - uboat.net.   [2024-03-22]. （原始内容存档于2020-08-04）.
20. ↑  Helgason, Guðmundur. . German U-boats of WWII - uboat.net.   [2024-03-24]. （原始内容存档于2020-08-15）.
21. ↑  Helgason, Guðmundur. . German U-boats of WWII - uboat.net.   [2024-03-24]. （原始内容存档于2020-08-04）.
22. ↑  Helgason, Guðmundur. . German U-boats of WWII - uboat.net.   [2024-03-24]. （原始内容存档于2020-09-19）.
23. ↑  Helgason, Guðmundur. . German U-boats of WWII - uboat.net.   [2024-03-24]. （原始内容存档于2020-08-15）.
24. ↑  Helgason, Guðmundur. . German U-boats of WWII - uboat.net.   [2024-03-24]. （原始内容存档于2020-07-28）.
25. ↑  Helgason, Guðmundur. . German U-boats of WWII - uboat.net.   [2024-03-21]. （原始内容存档于2010-04-21）.
26. ↑  Helgason, Guðmundur. . German U-boats of WWII - uboat.net.   [2024-03-24]. （原始内容存档于2020-09-20）.
27. ↑  Helgason, Guðmundur. . German U-boats of WWII - uboat.net.   [2024-03-24]. （原始内容存档于2020-08-04）.
28. ↑  Helgason, Guðmundur. . German U-boats of WWII - uboat.net.   [2024-03-24]. （原始内容存档于2020-10-28）.
29. ↑  Raven，第60頁.
30. ↑  Helgason, Guðmundur. . German U-boats of WWII - uboat.net.   [2024-03-24]. （原始内容存档于2020-09-20）.
31. ↑  Helgason, Guðmundur. . German U-boats of WWII - uboat.net.   [2024-03-25]. （原始内容存档于2020-10-24）.
32. ↑  Helgason, Guðmundur. . German U-boats of WWII - uboat.net.   [2024-03-25]. （原始内容存档于2020-10-01）.
33. ↑  Helgason, Guðmundur. . German U-boats of WWII - uboat.net.   [2024-03-25]. （原始内容存档于2020-10-25）.
34. ↑  Helgason, Guðmundur. . German U-boats of WWII - uboat.net.   [2024-03-25]. （原始内容存档于2020-10-21）.
35. ↑  Helgason, Guðmundur. . German U-boats of WWII - uboat.net.   [2024-03-25]. （原始内容存档于2020-10-25）.
36. ↑  Helgason, Guðmundur. . German U-boats of WWII - uboat.net.   [2024-03-25]. （原始内容存档于2020-10-22）.
37. ↑  Helgason, Guðmundur. . German U-boats of WWII - uboat.net.   [2024-03-25]. （原始内容存档于2020-10-23）.
38. ↑  Helgason, Guðmundur. . German U-boats of WWII - uboat.net.   [2024-03-25]. （原始内容存档于2020-10-20）.
39. ↑  Helgason, Guðmundur. . German U-boats of WWII - uboat.net.   [2024-03-25]. （原始内容存档于2020-10-22）.
40. ↑  Helgason, Guðmundur. . German U-boats of WWII - uboat.net.   [2024-03-25]. （原始内容存档于2020-08-09）.
41. ↑  Helgason, Guðmundur. . German U-boats of WWII - uboat.net.   [2023-11-23]. （原始内容存档于2020-05-29）.
42. ↑  Blair，第251頁.